# Théodore Jonet
 (décembre 2011).
Si vous disposez d'ouvrages ou d'articles de référence ou si vous connaissez des sites web de qualité traitant du thème abordé ici, merci de compléter l'article en donnant les références utiles à sa vérifiabilité et en les liant à la section « Notes et références ».
Théodore Joseph Jonet, né à Sart-Dames-Avelines le 8 février 1782, est un juriste, magistrat et homme politique belge, décédé à Bruxelles le 25 mars 1862 (inhumé au Cimetière de Laeken), 

## Biographie
Sa fille aînée Juliette Jonet épousa à Bruxelles le 5 juillet 1832 le docteur Joseph-Émile Lequime qui deviendra un médecin réputé.
Il fut nommé professeur ordinaire à l'Université libre de Bruxelles le 17 novembre 1836 où il enseigna le droit public.
Il devint également président de la cour d'appel de Bruxelles.
Il fut député, membre de la Chambre des Représentants pour l'arrondissement de Nivelles.
Il acheta la ferme Sainte-Gertrude de Rhode-Saint-Genèse (anciennement dépendante de la Raffinerie Nationale de Waterloo) vers 1845. Elle échut ensuite par héritage à son petit-fils Georges Lequime, qui commença à lotir les terres au début du XXième siècle, donnant son nom et celui de son grand-père à deux avenues les traversant.
Il existe plusieurs portraits du professeur Jonet peints par son ami François-Joseph Navez.

## Ses écrits
- Éléments de droit public, Bruxelles, 1837.
- Brochures diverses sur des questions de droit.